# Thunder & Steele
Thunder & Steele è il quinto album in studio del gruppo musicale Power metal StormWarrior, pubblicato nel 2014.

## Tracce
1. Thunder & Steele – 3:36
2. Metal Avenger – 3:41
3. Sacred Blade – 3:57
4. Ironborn – 4:48
5. Steelcrusader – 4:13
6. Fyres in the Nighte – 3:41
7. Die by the Hammer – 4:36
8. Child of Fyre – 4:37
9. One Will Survive – 6:19
10. Servants of Metal – 4:55

## Formazione
- Lars Ramcke - voce, chitarra
- Alex Guth - chitarra
- Yenz Leonhardt - basso
- Jörg Uken - batteria